# Temtem
Temtem es un videojuego de rol multijugador masivo en línea (MMORPG) desarrollado por el estudio español Crema Games y publicado por Humble Bundle. El juego se lanzó en forma de acceso anticipado para Microsoft Windows a través de Steam el 21 de enero de 2020, más tarde saldría de la misma forma para PlayStation 5 el 8 de diciembre de 2020. La versión final saldría para Nintendo Switch, Xbox Series X/S, Microsoft Windows y PlayStation 5 el 6 de septiembre de 2022. El juego utiliza el motor gráfico Unity y está inspirado en la serie de videojuegos de Pokémon, desarrollada por Game Freak. El juego fue financiado en parte a través de la plataforma de micromecenazgo Kickstarter, de mayo a junio de 2018.

## Jugabilidad
La jugabilidad está inspirada en gran medida en la que utiliza la serie de Pokémon. Los jugadores exploran el mapa capturando unas criaturas denominadas Temtem, al igual que el propio videojuego, y las dirigen en combates dobles contra otros Temtem controlados por un NPC u otro jugador. Todas las batallas en Temtem ocurren en un entorno 2 contra 2, similar a los combates dobles de la serie Pokémon.

## Sinopsis
En el juego, los jugadores asumen el papel de un entrenador novato que comienza su viaje alrededor de las seis islas flotantes que componen el mapa, llamado el Archipiélago Aéreo, mientras se enfrenta a la amenaza del Clan Belsoto, una organización criminal que planea apoderarse de las islas por la fuerza.

## Desarrollo
Temtem está desarrollado por Crema Games, un estudio de desarrollo de videojuegos español. El videojuego se anunció por primera vez en la plataforma de micromecenazgo Kickstarter en mayo de 2018, con un objetivo inicial de recaudación de 70 000 $, logrando superar los 500 000 $ en contribuciones. Temtem se lanzó como acceso anticipado en Steam el 21 de enero de 2020.
El 6 de agosto de 2020, se anunció que Temtem también llegaría a Nintendo Switch, PlayStation 5 y Xbox Series X/S en 2021. El 28 de octubre de 2020, se anunció que el juego llegaría primero PlayStation 5, como acceso anticipado, el 8 de diciembre de 2020.

## Recepción
El videojuego recibió mucha expectación gracias a su parecido con la serie de Pokémon, en el día de lanzamiento el juego alcanzó las 50 000 unidades vendidas aproximadamente.Un mes después el juego alcanzaba el medio millón de unidades vendidas.
Temtem obtendría unas críticas positivas, siendo la más alta la recibida por Twinfinite que le otorgaría un 4.5 sobre 5. Por otro lado, la calificación más baja seria un 6 sobre 10 de Gry Online. Game Informer le daría un 8.5 sobre 10, destacando los combates y el multijugador, seguida por la reseña de Hobby Consolas que le puntuaría con un 82 sobre 100.
El 29 de septiembre de 2022, tras la salida de la versión final del juego unas semanas antes, la compañía anunciaría la llegada al millón de usuarios entre todas las plataformas.